# Кармакс (Юкон)
Кармакс (англ. Carmacks) — селище на території Юкон, Канада, у верхів'ї річки Юкон.
Назване на честь Джорджа Кармака, який 1891 року відкрив неподалік поклади вугілля і заснував торговельний пост, який згодом і трансформувався у селище.

## Клімат
| Клімат Кармакс                                                  | Клімат Кармакс | Клімат Кармакс | Клімат Кармакс | Клімат Кармакс | Клімат Кармакс | Клімат Кармакс | Клімат Кармакс | Клімат Кармакс | Клімат Кармакс | Клімат Кармакс | Клімат Кармакс | Клімат Кармакс | Клімат Кармакс |
| Показник                                                        | Січ.           | Лют.           | Бер.           | Квіт.          | Трав.          | Черв.          | Лип.           | Серп.          | Вер.           | Жовт.          | Лист.          | Груд.          | Рік            |
| Абсолютний максимум, °C                                         | 6,0            | 12,8           | 14,4           | 23,3           | 35,0           | 35,0           | 31,7           | 32,0           | 27,0           | 18,3           | 12,8           | 8,0            | 35,0           |
| Середній максимум, °C                                           | −23,8          | −12,1          | n/a            | n/a            | 14,5           | 20,3           | 21,9           | 19,6           | 13,3           | 3,1            | −10,7          | −20,1          | n/a            |
| Середня температура, °C                                         | −28,6          | −18,2          | n/a            | n/a            | 7,2            | 12,9           | 14,8           | 12,5           | 6,9            | −1,6           | −14,7          | −24,7          | n/a            |
| Середній мінімум, °C                                            | −33,6          | −25,3          | n/a            | n/a            | −0,2           | 5,3            | 7,6            | 5,3            | 0,4            | −6,3           | −19            | −29,6          | n/a            |
| Абсолютний мінімум, °C                                          | −57,8          | −57,2          | −50            | −32            | −12,2          | −3,9           | −1,1           | −5             | −16,5          | −32,5          | −46,7          | −54,4          | −57,8          |
| Норма опадів, мм                                                | 17.9           | 12.3           | 7.0            | 6.8            | 20.1           | 34.5           | 55.1           | 39.4           | 30.6           | 19/2           | 18.3           | 15.3           | 276.7          |
| --------------------------------------------------------------- | -------------- | -------------- | -------------- | -------------- | -------------- | -------------- | -------------- | -------------- | -------------- | -------------- | -------------- | -------------- | -------------- |
| Джерело: 1961-1990 Міністерство навколишнього середовища Канади |                |                |                |                |                |                |                |                |                |                |                |                |                |